# Knud Andersen (polityk)
Knud Andersen (ur. 14 lipca 1947 w Klemensker)  – duński samorządowiec, w latach 1990–2002 burmistrz Bornholmu. W latach 1986 do 1990 pełnił obowiązki burmistrza Hasle, był także wiceprzewodniczącym Europejskiego Komitetu Regionów, przewodniczącym Współpracy Subregionalnej Państw Morza Bałtyckiego oraz członkiem Rady Gmin i Regionów Europy. 
W latach 2010–2013 był radnym Regionu Stołecznego Danii.

## Życiorys
W 1969 roku ukończył Szkołę Rolniczą w Lyngby. Od 1972 roku zarządza gospodarstwem rolnym w Hasle.

### Kariera polityczna
Od 1972 do 1974 roku był przewodniczącym młodzieżówki Liberalnej Partii Danii. W 1978 roku został po raz pierwszy radnym miasta Haste, którym pozostał do 1990 roku. W 1978 roku został członkiem rady Hrabstwa Bornholm. W latach 1982–1986 był w przewodniczącym miejskiej Komisji Kultury. 
W 1986 roku został wybrany burmistrzem Haste. Stanowisko to pełnił przez 4 lata. 1 stycznia 1990 roku został wybrany burmistrzem Bornholmu. Został członkiem Europejskiego Komitetu Regionów, w którym od 1994 roku pełnił funkcję szefa duńskiej delegacji, a także wiceprzewodniczącego całego gremium. W 1997 roku został wybrany przewodniczącym Współpracy Subregionalnej Państw Morza Bałtyckiego (BSSSC). Urzędowanie pełnił w kadencji 1998–2000. 31 grudnia 2002 roku zakończył pełnienie funkcji burmistrza, kilka dni później jego obowiązki przejął Thomas Thors.
W wyborach samorządowych w 2010 roku został wybrany delegatem do rady Regionu Stołecznego. W 2013 roku nie ubiegał się o reelekcję, a tym samym zrezygnował z członkostwa w Komitecie Regionów, Radzie Gmin i Regionów Europy oraz w BSSSC.

## Życie prywatne
Jest żonaty z Dorte Andersen, z którą ma dwie córki – Kirsten i Vibekę.

## Odznaczenia i wyróżnienia
- Order Krzyża Ziemi Maryjnej IV klasy (2001)[2]